# Miquel Fernández
Miquel Fernández García (Barcelona, 13 de febrero de 1980) es un actor y cantante español. Conocido por ganar la sexta edición de Tu cara me suena y protagonizar series como Mar de plástico y Fariña.

## Biografía
Después de estar unos años dando vueltas por todo el país se instala por fin en Sabadell. A los 15 años se apunta al taller de teatro del instituto, donde interpreta el papel de Riff, en una versión de West Side Story. Posteriormente entra a formar parte del elenco del grupo de teatro amateur TRAMOIA. En esa época aparece como actor secundario en las producciones La mujer X y Evita.
El año 1996 interpreta el papel de Freddy Eynsford-Hill, en el musical My Fair Lady, protagonizado por Daniel Pérez y Juan Antonio Martínez, que supondría su primer contacto con el teatro musical cantado en directo. Con 16 años, se apunta a la Escuela de Teatro Musical Memory en Barcelona, intercalando los estudios de secundaria. Decide trasladarse a Barcelona a seguir estudiando y ese mismo año es vocalista de la Orquesta Origen.
Al año siguiente hace su primer musical, Assassins, donde interpreta el papel del narrador. Tras dos años de estudio y trabajo en los que interviene en varios infantiles, se presenta a los cástings de Els Pirates (de Dagoll Dagom), y con 18 hace su primer papel protagonista con una compañía en la que más adelante repetiría con Poe y La bella Helena, también en papeles protagonistas. Antes vinieron Rent y La missa de Bernstein.
También ha trabajado en radio con El musical més petit, así como en diferentes shows de la misma compañía y actualmente sigue dando clases de canto con una de las fundadoras, Susana Domenech. Ya en Madrid protagoniza We Will Rock You, el musical de Queen; y poco después, con 25 años, estrenó en el papel de Mario el musical más exitoso de la temporada, Hoy no me puedo levantar.
En sus trabajos más recientes, dio vida al doctor Juan Durán, protagonista de la serie de Cuatro Amistades peligrosas. Y, desde 20 de septiembre de 2007 hasta fin del mismo año, protagoniza el musical Jesucristo Superstar en el Teatro Lope de Vega.
Posteriormente vuelve a Hoy no me puedo levantar donde realiza la dirección artística así como, en esporádicas ocasiones, el papel de protagonista nuevamente. Actualmente, el musical se encuentra realizando una gira que comenzó en agosto de 2008. 
En 2018 comienza a estar en la serie Benvinguts a la família, una serie catalana en la que también están Yolanda Ramos, Ivan Massagué y Melani Olivares.
En 2019 protagoniza la serie de Telecinco, Secretos de estado interpretando al presidente en funciones Luis Peralta.
En 2024 forma parte del reparto principal de la serie diaria ´´Regreso a Las Sabinas de Disney+.

## Experiencia profesional

### Cine
| Año  | Título                   | Personaje      | Director                 |
| ---- | ------------------------ | -------------- | ------------------------ |
| 2005 | H6, diario de un asesino | Antonio Frau   | Martín Garrido Barón     |
| 2012 | Fin                      | Sergio         | Jorge Torregrossa        |
| 2013 | La gran familia española | Daniel         | Daniel Sánchez Arévalo   |
| 2013 | Alpha                    | Eric           | Joan Cutrina             |
| 2015 | Vulcania                 | Jonás          | José Skaf                |
| 2016 | Cien años de perdón      | Julio          | Daniel Calparsoro        |
| 2016 | La llave de la felicidad | Sergio         | Roger Delmont            |
| 2016 | All I See Is You         | Ramón          | Marc Forster             |
| 2017 | El guardián invisible    | Padre de Amaia | Fernando González Molina |
| 2018 | Durante la tormenta      | Aitor Medina   | Oriol Paulo              |
| 2019 | Legado en los huesos     | Padre de Amaia | Fernando González Molina |
| 2019 | Litus                    | Pepe           | Dani de la Orden         |
| 2020 | Adú                      | Miguel         | Salvador Calvo           |
| 2021 | Visitante                | Daniel         | Alberto Evangelio        |
| 2021 | Mamá o papá              | Marc           | Dani de la Orden         |

### Televisión
| Año         | Título                              | Personaje                |
| ----------- | ----------------------------------- | ------------------------ |
| 2001        | El cor de la ciutat                 | Árbitro                  |
| 2001        | Plats bruts                         | Alumno                   |
| 2006        | El comisario                        | Camionero                |
| 2006        | Amar en tiempos revueltos           | El Puma                  |
| 2006        | Amistades peligrosas                | Juan Durán               |
| 2012        | Carmina                             | Julián Contreras         |
| 2013        | Las aventuras del Capitán Alatriste | Miquel                   |
| 2013 - 2014 | La Riera                            | Edgar Batea              |
| 2014        | Hermanos                            | Anxo                     |
| 2015        | Nico&Sunset                         | Jep                      |
| 2015 - 2016 | Cites                               | David Huguet             |
| 2015 - 2016 | Mar de plástico                     | Pablo Torres Martín      |
| 2016 - 2017 | Nit i dia                           | Aitor Otxoa              |
| 2017        | El incidente                        | Pablo Sarabia Vidal      |
| 2017        | Blindspot                           | Santiago                 |
| 2017 - 2018 | Tu cara me suena 6                  | Él mismo - Concursante   |
| 2018        | Fariña                              | Juez Baltasar Garzón     |
| 2018 - 2019 | Benvinguts a la familia             | Miquel Ibáñez Monroy     |
| 2019        | Secretos de Estado                  | Luis Peralta             |
| 2019        | Días de Navidad                     | Juan                     |
| 2019 - 2020 | El embarcadero                      | Francisco "Fran" Pacheco |
| 2019        | El nudo                             | Sergio                   |
| 2020        | Mentiras                            | Iván                     |
| 2021        | Alba                                | César Valdivieso         |
| 2022        | Si lo hubiera sabido                | Nando                    |
| 2023        | Las noches de Tefía                 | Charli                   |
| 2024        | Regreso a Las Sabinas               | Tano Larrea              |

### Teatro
| Año         | Título                             | Personaje   |
| ----------- | ---------------------------------- | ----------- |
| 1997        | Assassins                          | —           |
| 1997        | Las aventuras del Yellow Submarine | —           |
| 1997 - 1998 | La princesa y el pesol             | —           |
| 1998        | The magic kingdom of Oz            | —           |
| 1998 - 1999 | Els pirates                        | Federico    |
| 1999 - 2000 | Rent                               | Tom Collins |
| 2000 - 2001 | La misa de Bernstein               | —           |
| 2001 - 2003 | La bella Helena                    | Paris       |
| 2002 - 2003 | Poe                                | Nicholas    |
| 2005        | Hoy no me puedo levantar           | Mario       |
| 2005 - 2006 | We Will Rock You (musical)         | Galileo     |
| 2007        | Jesucristo Superstar               | Jesucristo  |